# Bevan Rodd
Pour les articles homonymes, voir Rodd.
Pas d'image ? Cliquez ici

a Compétitions nationales et continentales officielles uniquement.

b Matchs officiels uniquement.
Dernière mise à jour le 25 août 2024.
Bevan Rodd, né le 26 août 2000 à Dunoon (Écosse), est un joueur international anglais d'origine écossaise de rugby à XV, évoluant au poste de pilier gauche au sein des Sale Sharks en Premiership.

## Biographie

### Jeunesse et formation
Bevan Rodd naît à Dunoon en Écosse mais déménage à Dubaï, alors âgé de neuf mois, pour le métier d'avocat de son père, puis grandit ensuite sur l'île de Man et dans le Nord-Ouest de l'Angleterre,,.
Il commence la pratique du rugby à XV sur la plage à Dubaï où l'armée britannique est présente et joue au rugby à toucher. Par la suite, son père est notamment son entraineur.
Au niveau scolaire, il est inscrit dans la Buchan School (en), puis il est ensuite scolarisé au sein de la Sedbergh School (en), un établissement prestigieux au niveau du rugby, dès l'âge de dix ans,. Au sein de cette dernière, il arrive en tant que demi d'ouverture dans l'équipe de rugby de l'établissement, il est déplacé au poste de troisième ligne centre pour son manque de vitesse qui lui sera à nouveau reproché et est ensuite replacé en deuxième ligne. Ensuite, il est à nouveau déplacé, cette fois-ci en tant que pilier droit mais après avoir rejoint l'Academy (centre de formation) des Sale Sharks en 2016, il est finalement replacé en tant que pilier gauche, son poste final. Pendant son passage au sein de l'Academy de Sale, il est notamment prêté au Fylde RFC (en) évoluant en National League 2 North (en) (quatrième division anglaise) pour gagner de l'expérience en senior.
En vertu de sa naissance en Écosse et du fait qu'il a grandi sur l'île de Man, il est éligible pour l'Écosse ainsi que pour l'Angleterre, mais il choisit de représenter les sélections anglaises de jeunes des moins de 16, 18 et 20 ans,. Il est retenu pour le Tournoi des Six Nations des moins de 20 ans 2019 et placé sur la feuille de match en tant que remplaçant pour la première journée contre l'Irlande. Cependant, il n'entre pas en jeu lors de cette rencontre et n'est pas retenu par la suite.

### Début de carrière (2019-2021)
Bevan Rodd fait ses débuts professionnels avec les Sale Sharks, à l'âge de dix-neuf ans, lors de la première journée de Premiership Rugby Cup en septembre 2019 face aux Northampton Saints,. À l'occasion de la seconde journée de la compétition, il connaît sa première titularisation face aux Saracens. Le mois suivant, il fait également ses débuts en Premiership contre les London Irish. Lors de cette première saison en professionnel, il dispute six rencontres dont une en tant que titulaire. 
La saison suivante, il dispute ses premières minutes en Coupe d'Europe lorsqu'il est titularisé lors de la première journée de l'édition 2020-2021 face au RC Toulon en décembre 2020. Le mois suivant, il est titularisé pour la première fois en Premiership contre Gloucester Rugby. En février 2021, il inscrit son premier essai en professionnel contre les Exeter Chiefs, un essai décisif car son équipe s'impose seulement de cinq points 25 à 20. Lors de cette saison, il s'impose comme le titulaire à son poste de pilier gauche avec son équipe, disputant seize rencontres titulaires sur vingt-trois au total et inscrivant deux essais. En juin suivant, après avoir de nouveau choisi de représenter l'Angleterre au niveau senior, il est retenu avec l'équipe d'Angleterre pour la première fois pour la tournée estivale, mais il ne dispute aucune rencontre. 

### Premiers matchs internationaux (Depuis 2021)
En début de saison 2021-2022, il continue sur sa lancée de l'exercice précédent en disputant sept des huit premières journées de Premiership, dont six en tant que titulaire. De ce fait, il attire de nouveau l'attention du sélectionneur de l'Angleterre, Eddie Jones, qui le convoque pour les test matchs de fin d'année à la suite du forfait de Joe Marler en novembre 2021. En premier lieu, Il est inclus sur la feuille de match contre l'Australie en tant que remplaçant, cependant après le forfait d'Ellis Genge il est propulsé comme titulaire pour son premier match international qu'il remporte 32 à 15,. La semaine suivante, il est de nouveau titularisé face à l'Afrique du Sud pour sa deuxième sélection,. En janvier 2022, il est sélectionné pour le Tournoi des Six Nations mais ne dispute aucune rencontre lors de la compétition. Lors de la saison, il dispute vingt-quatre rencontres avec son club, pour vingt-deux titularisations, et inscrit un essai. À la suite de cette bonne saison, il est appelé pour la première fois avec l'Angleterre par Eddie Jones, en juin 2022, pour affronter les Barbarians, match où il est titulaire. Quelques jours après, il est retenu pour la tournée en Australie contre les Wallabies, mais il ne dispute aucune rencontre.
En octobre suivant, Eddie Jones le retient pour un camp d'entraînement en prévision des tests d'automne. En janvier 2023, le nouveau sélectionneur du XV de la Rose, Steve Borthwick, le retient dans son premier groupe de joueurs sélectionnés pour participer au Tournoi des Six Nations 2023. Cependant, il ne dispute à nouveau aucune rencontre. En février suivant, il signe une prolongation de contrat de deux ans avec les Sale Sharks. En fin de saison, il perd son statut de titulaire avec son club au profit de Simon McIntyre (en), il est notamment remplaçant lors des phases finales de Premiership où son club s'incline en finale face aux Saracens (35-25). Toutes compétitions confondues avec son club il prend part à vingt-deux rencontres, dont treize titularisations, durant la saison 2022-2023 et inscrit trois essais. Au mois de juin, il est convoqué dans une liste de quarante-et-un joueurs pour préparer la Coupe du monde 2023.
Finalement, début août, il connaît sa troisième cape internationale contre le pays de Galles et il est ensuite définitivement sélectionné pour la Coupe du monde,. Il est retenu lors de la troisième journée de la poule D lorsqu'il est titularisé face au Chili. Dans cette rencontre, il inscrit son premier essai international et contribue à la large victoire 71 à 0 de son équipe. Par la suite, il dispute son deuxième match lors de la finale pour la troisième place remportée contre l'Argentine sur le score de 26 à 23, où il est remplaçant.
De retour de la Coupe du monde, il enchaîne quatre rencontres en tant que titulaire avec son club en Premiership mais subit une blessure importante à un orteil qui le rend indisponible pour une partie de la saison et donc notamment pour le Tournoi des Six Nations 2024,,. Il fait son retour de blessure courant mars contre Bath Rugby. En fin de saison, il est éliminé en demi-finale de Premiership par Bath Rugby avec son club.
En juin suivant, il est sélectionné avec l'Angleterre pour la tournée d'été. Titularisé pour le match conte le Japon, son équipe s'impose largement 52 à 17. Puis, il dispute le deuxième test match perdu contre la Nouvelle-Zélande comme remplaçant.

## Statistiques

### En sélection nationale
Bevan Rodd compte 7 capes en équipe d'Angleterre, dont 4 en tant que titulaire, depuis sa première sélection le 13 novembre 2021 face à l'équipe d'Australie. Il inscrit cinq points, un essai.
Il participe à une édition de la Coupe du monde en 2023, disputant deux rencontres, dont une en tant que titulaire, et inscrivant un essai.

## Palmarès

### En club
- Vainqueur de la Coupe d'Angleterre en 2020 (en) avec les Sale Sharks.
- Finaliste du Championnat d'Angleterre en 2023 avec les Sale Sharks.

### En sélection nationale
- Troisième de la Coupe du monde en 2023 avec l'équipe d'Angleterre.